# Hitoshi Usui
Hitoshi Usui (臼井 仁志 Usui Hitoshi?, nacido el 5 de noviembre de 1988 en Hyogo) es un exfutbolista japonés. Jugaba de centrocampista y su único club fue el Fagiano Okayama de Japón.

## Trayectoria

### Clubes
| Club            | País  | Año         |
| --------------- | ----- | ----------- |
| Fagiano Okayama | Japón | 2007 - 2011 |

## Estadística de carrera

### J. League
| Club            | Año   | J. League | J. League | Copa J. League | Copa J. League | Total | Total |
| Club            | Año   | Part.     | Goles     | Part.          | Goles          | Part. | Goles |
| --------------- | ----- | --------- | --------- | -------------- | -------------- | ----- | ----- |
| Fagiano Okayama | 2009  | 10        | 0         | -              | -              | 10    | 0     |
| Fagiano Okayama | 2010  | 12        | 1         | -              | -              | 12    | 1     |
| Fagiano Okayama | 2011  | 23        | 0         | -              | -              | 23    | 0     |
| Total           | Total | 45        | 1         | 0              | 0              | 45    | 1     |